# Stenogobius lachneri
Stenogobius lachneri är en fiskart som beskrevs av Allen, 1991. Stenogobius lachneri ingår i släktet Stenogobius och familjen smörbultsfiskar. Inga underarter finns listade i Catalogue of Life.